# Chazelles-sur-Lyon
 Chazelles-sur-Lyon  es una población y comuna francesa, situada en la región de Auvernia-Ródano-Alpes, departamento de Loira, en el distrito de Montbrison y cantón de Chazelles-sur-Lyon, del cuel es el chef-lieu.

## Demografía
| 5717 | 5546 | 5360 | 5021 | 4895 | 4801 |
| Para los censos de 1962 a 1999 la población legal corresponde a la población sin duplicidades (Fuente: INSEE [Consultar]) |      |      |      |      |      |

## Personajes vinculados
- Alexandre Séon, pintor.
- Alain Rousset, político.